# Bahnstrecke Götzenhof–Wüstensachsen
| |                                     |                             |                             |
| Streckennummer: | 3820                                |                             |                             |
| Kursbuchstrecke (DB): | 506 (Fulda – Hilders (Rhön) 1986)   |                             |                             |
| Kursbuchstrecke: | 171n (1934) 190z (1944) 192q (1946) |                             |                             |
| Streckenlänge: | 35,3 km                             |                             |                             |
| Spurweite: | 1435 mm (Normalspur)                |                             |                             |
| |                                     |                             |                             |
| \| \| \| von Frankfurt (Main) Hbf \| \| \| \| 0,20 \| Götzenhof \| Götzenhof \| \| \| \| nach Göttingen \| \| \| \| 3,30 \| Melzdorf-Almendorf \| Melzdorf-Almendorf \| \| \| \| Haune \| \| \| \| 5,70 \| Wiesen (Kr Fulda) \| Wiesen (Kr Fulda) \| \| \| 6,90 \| Niederbieber \| Niederbieber \| \| \| 9,10 \| Langenbieber \| Langenbieber \| \| \| \| Haune \| \| \| \| 12,90 \| Bieberstein \| Bieberstein \| \| \| 15,10 \| Elters \| Elters \| \| \| 17,30 \| Milseburgtunnel \| Milseburgtunnel \| \| \| 18,80 \| Milseburg \| Milseburg \| \| \| 21,10 \| Rupsroth \| Rupsroth \| \| \| \| Scheppenbach \| \| \| \| 23,70 \| Eckweisbach \| Eckweisbach \| \| \| \| Scheppenbach \| \| \| \| \| von Tann \| \| \| \| 26,51 \| Aura (Abzw) \| Aura (Abzw) \| \| \| 27,16 \| Hilders \| Hilders \| \| \| 29,30 \| Brandbach \| Brandbach \| \| \| 29,40 \| Bundesstraße 458 \| Bundesstraße 458 \| \| \| 29,47 \| Batten \| Batten \| \| \| 30,52 \| Ulster (95 m) \| Ulster (95 m) \| \| \| 31,02 \| Überführung des Birxgrabens \| Überführung des Birxgrabens \| \| \| 32,09 \| Seiferts \| Seiferts \| \| \| 35,26 \| Wüstensachsen \| Wüstensachsen \| \| \| 35,58 \| Streckenende \| Streckenende \| |                                     |                             |                             |
| Strecke |                                     | von Frankfurt (Main) Hbf    | von Frankfurt (Main) Hbf    |
| Dienststation / Betriebs- oder Güterbahnhof | 0,20                                | Götzenhof                   | Götzenhof                   |
| Abzweig ehemals geradeaus und nach links |                                     | nach Göttingen              | nach Göttingen              |
| Haltepunkt / Haltestelle (Strecke außer Betrieb) | 3,30                                | Melzdorf-Almendorf          | Melzdorf-Almendorf          |
| Brücke über Wasserlauf (Strecke außer Betrieb) |                                     | Haune                       | Haune                       |
| Bahnhof (Strecke außer Betrieb) | 5,70                                | Wiesen (Kr Fulda)           | Wiesen (Kr Fulda)           |
| Haltepunkt / Haltestelle (Strecke außer Betrieb) | 6,90                                | Niederbieber                | Niederbieber                |
| Bahnhof (Strecke außer Betrieb) | 9,10                                | Langenbieber                | Langenbieber                |
| Brücke über Wasserlauf (Strecke außer Betrieb) |                                     | Haune                       | Haune                       |
| Bahnhof (Strecke außer Betrieb) | 12,90                               | Bieberstein                 | Bieberstein                 |
| Haltepunkt / Haltestelle (Strecke außer Betrieb) | 15,10                               | Elters                      | Elters                      |
| Tunnel (Strecke außer Betrieb) | 17,30                               | Milseburgtunnel             | Milseburgtunnel             |
| Bahnhof (Strecke außer Betrieb) | 18,80                               | Milseburg                   | Milseburg                   |
| Haltepunkt / Haltestelle (Strecke außer Betrieb) | 21,10                               | Rupsroth                    | Rupsroth                    |
| Brücke über Wasserlauf (Strecke außer Betrieb) |                                     | Scheppenbach                | Scheppenbach                |
| Bahnhof (Strecke außer Betrieb) | 23,70                               | Eckweisbach                 | Eckweisbach                 |
| Brücke über Wasserlauf (Strecke außer Betrieb) |                                     | Scheppenbach                | Scheppenbach                |
| Abzweig geradeaus und von links (Strecke außer Betrieb) |                                     | von Tann                    | von Tann                    |
| Blockstelle (Strecke außer Betrieb) | 26,51                               | Aura (Abzw)                 | Aura (Abzw)                 |
| Bahnhof (Strecke außer Betrieb) | 27,16                               | Hilders                     | Hilders                     |
| Brücke über Wasserlauf (Strecke außer Betrieb) | 29,30                               | Brandbach                   | Brandbach                   |
| Brücke (Strecke außer Betrieb) | 29,40                               | Bundesstraße 458            | Bundesstraße 458            |
| Haltepunkt / Haltestelle (Strecke außer Betrieb) | 29,47                               | Batten                      | Batten                      |
| Brücke über Wasserlauf (Strecke außer Betrieb) | 30,52                               | Ulster (95 m)               | Ulster (95 m)               |
| Tunnel bzw. Unterführung unter Wasserlauf (Strecke außer Betrieb) | 31,02                               | Überführung des Birxgrabens | Überführung des Birxgrabens |
| Haltepunkt / Haltestelle (Strecke außer Betrieb) | 32,09                               | Seiferts                    | Seiferts                    |
| Bahnhof (Strecke außer Betrieb) | 35,26                               | Wüstensachsen               | Wüstensachsen               |
| | 35,58                               | Streckenende                | Streckenende                |

Die Bahnstrecke Götzenhof–Wüstensachsen, die bis Hilders auch als Biebertalbahn, ab dort auch als Rhönbahn bezeichnet wurde, war eine in Etappen zwischen 1889 und 1916 erbaute eingleisige Nebenbahn in Hessen. Sie zweigte im Bahnhof Götzenhof von der Bahnstrecke Frankfurt–Göttingen ab und verlief über Hofbieber und Hilders nach Wüstensachsen. Im Regelfall begannen und endeten die Züge nicht im Trennungsbahnhof Götzenhof, sondern im etwa fünf Kilometer südwestlich liegenden Bahnhof Fulda. An der Abzweigstelle Aura mündete die Bahnstrecke Vacha–Hilders ein. Der Personenverkehr zwischen Fulda und Hilders wurde 1986 eingestellt, der Güterverkehr 1993. Die gesamte Strecke wurde in den Folgejahren abgebaut; die Trasse zwischen Götzenhof und Hilders wird inzwischen überwiegend durch den Milseburgradweg genutzt.

## Geschichte

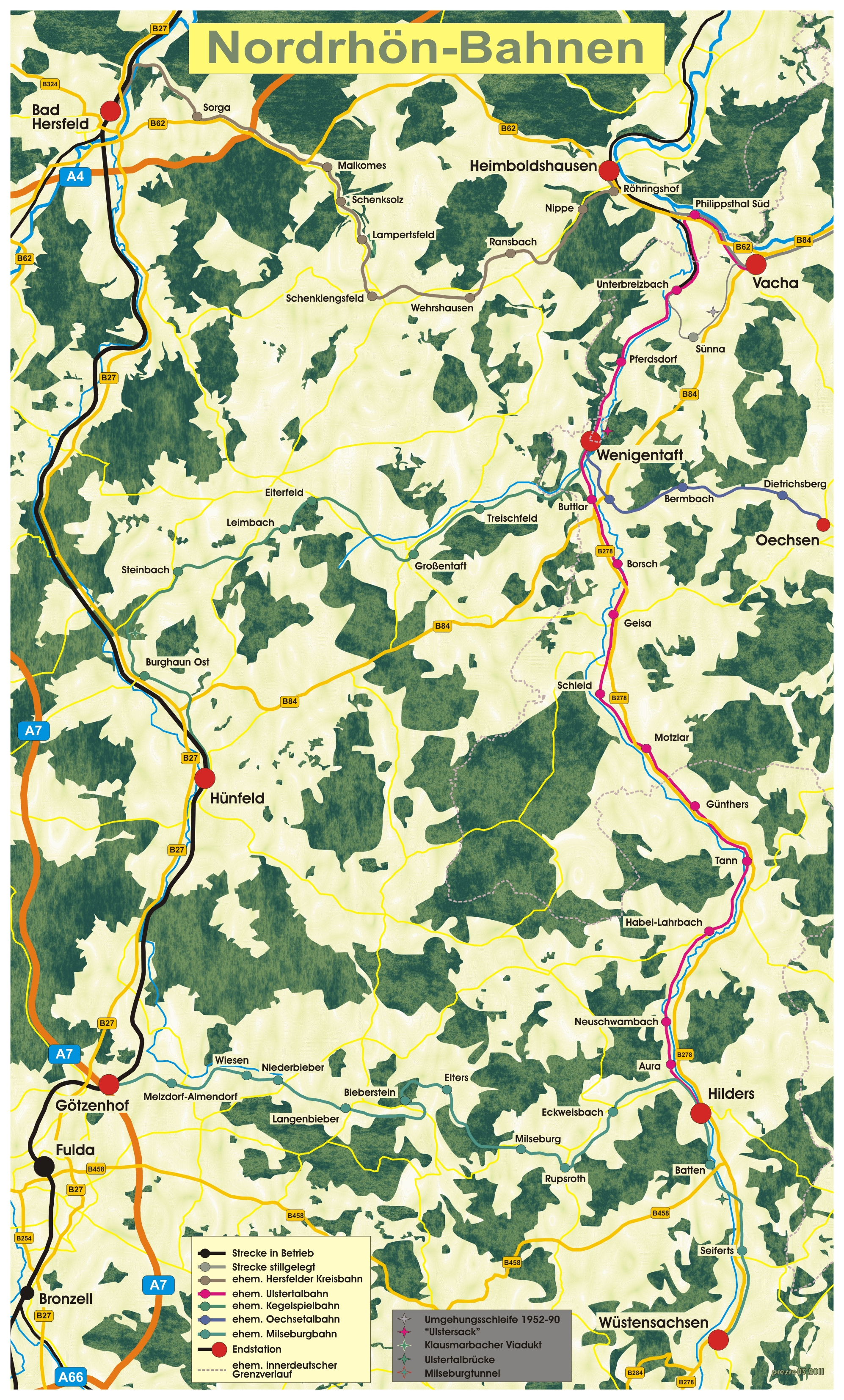

### Bau und Eröffnung
Im Jahr 1880 gründete der Rhönklub eine Initiative zum Bahnbau, damit die nördliche Rhön besser erschlossen werden konnte. 1885 folgte der Planungsbeschluss durch den Kommunallandtag in Kassel. Das Gesetz zum Bau der Eisenbahn Fulda–Hilders–Tann wurde 1886 durch Kaiser Wilhelm I. erlassen. Schon drei Jahre später, am 1. Juni 1889, wurde das Teilstück Götzenhof–Bieberstein eröffnet. Nun folgten die weiteren Abschnitte und am 12. Dezember 1890 wurde der Abschnitt Bieberstein–Hilders feierlich eröffnet. In zweijähriger Bauphase wurde von 1887 bis 1889 der Milseburgtunnel gebaut.
Das letzte Teilstück von Hilders nach Wüstensachsen ging am 1. Februar 1916 in Betrieb. Als Baugründe für die bereits 1907 geplante Verlängerung wurden die Abfuhr von Braunkohle aus Melperts und Basalt aus Seiferts angeführt. Die Braunkohleförderung im Schacht St. Barbara am Lettengraben bei Wüstensachsen, für die ein Gleisanschluss bei Melperts vorgesehen war, war ausschlaggebend, die Strecke am östlichen Ufer der Ulster zu trassieren. Als Schnittpunkt mit der Bahnstrecke Vacha–Hilders wurde der Bahnhof Hilders erheblich ausgebaut. Bei den Arbeiten an der Bahnstrecke in Zeiten des Ersten Weltkrieges kamen französische Kriegsgefangene zum Einsatz.

### Stilllegung
Aufgrund des sich ständig verschlechternden Zustandes der Gleisanlagen fuhr letztmals am 25. September 1966 ein Personenzug von Hilders nach Wüstensachsen, anschließend erfolgte die Bedienung dieses Abschnittes im Schienenersatzverkehr. Zum 1. März 1970 endete der Schienenersatzverkehr, gleichzeitig mit dem Güterverkehr Seiferts–Wüstensachsen. Danach erfolgte die Demontage der Gleisanlagen.
Am 27. September 1986 wurde der Personenverkehr zwischen Fulda und Hilders eingestellt. Güterverkehr fand noch bis Ende 1992 statt, die komplette Stilllegung der gesamten Bahnstrecke Götzenhof–Seiferts erfolgte am 31. Juli 1993. Die Gleise wurden im November 1995 abgebaut.

Viadukt über das Ulstertal in Thaiden

2003 wurde auf der Bahntrasse ab Götzenhof bis Hilders der Milseburgradweg gebaut. Lediglich zwischen Rupsroth und Liebhards verläuft dieser auf circa einem Kilometer Länge auf einem Feldweg parallel zur ehemaligen Bahntrasse. 
Größte Station an der Strecke war der Bahnhof Hilders mit acht Weichen und 450 m Nebengleisen.

## Fahrzeugeinsatz
In der Frühzeit der Strecke verkehrten drei bis vier Personenzugpaare mit Güterbeförderung täglich, die von einer Tenderlokomotive der Baureihe T 9 bespannt wurden. Aufgrund des gestiegenen Verkehrsaufkommens und Beschwerden von Reisenden fuhren später nur noch reine Personen- bzw. Güterzüge. Alle Züge begannen und endeten im Regelfall in Fulda, der Bahnhof Götzenhof diente lediglich als Trennungsbahnhof und besaß keine Bahnsteige an der Hauptstrecke nach Göttingen.
Ab den 1950er Jahren erfolgte der Personenverkehr zunehmend und später überwiegend mit Schienenbussen VT 98, Güterzüge waren ab den 1960er Jahren mit Diesellokomotiven der Baureihe V 100 bespannt.